# Municipio (Estados Unidos)
Municipio (en inglés: Township) es una denominación propia del gobierno local de los Estados Unidos, que designa a una entidad de población de pequeña superficie. En muchos casos, no guarda relación con el concepto de municipio de otros países. Varían de tamaño, entre las 6 y las 54 millas cuadradas (15.6 km² a 140.4 km²), siendo 36 millas cuadradas (93 km²) la norma general.
Administrativamente se sitúan en un nivel inferior al de los county (condados de los Estados Unidos), jerarquía que comparten con muchas otras denominaciones de rango también equiparable a la municipalidad, como las de city, town, municipality, village, borough, New England town, special-purpose district, etc.

## Tipos de township
1. Un survey township[10] es simplemente una referencia geográfica usada para definir la ubicación de las escrituras de propiedades y subvenciones reconocidas y planeadas por la General Land Office (GLO -"Oficina General de Terrenos"-). Es por lo general de treinta y seis millas cuadradas o 23,040 acres.
2. Un civil township[11] es una unidad de gobierno local. Por lo general se les da un nombre y, a veces, la abreviatura "Twp" (de township). Hay 16.504 civil townships en 20 estados.
3. Un charter township[12] es similar a un civil township, y solamente existen en el estado de Míchigan. Tiene ciertos requisitos, y por lo general está exento de anexión de ciudades contiguas o villas, y tiene cierta autonomía.

## Uso por estado
El significado del término township varía según el estado.
- Es utilizado generalizadamente en los estados de Indiana, Kansas, Míchigan, Misuri, Minnesota, Nueva Jersey, Dakota del Norte, Ohio, Pensilvania, Dakota del Sur y Wisconsin (conocidos como pueblos en Wisconsin).

- También se usa en partes de Illinois y Nebraska, donde a veces se utiliza de forma intercambiable con el término precinct (no confundir con el castellano "precinto"). Dos casos de uso de esta terminología son los condados de Edwards y Wabash en Illinois.
- Los estados de Nueva Inglaterra tienen un concepto similar de gobierno local, pero bajo una forma específica denominada New England town, donde se ejerce un gobierno asambleario (town meeting). Estos estados son Connecticut, Maine, Massachusetts, Nuevo Hampshire, Rhode Island y Vermont. En el Estado de Nueva York también existen los municipios incorporados, llamados pueblos, aunque tienen poca autonomía que los otros pueblos de Nueva Inglaterra.
- Organization website del National Association of Towns and Townships.
- Government Organization, U.S. Census Bureau, 2002 Census of Governments, Volume 1, Number 1,  Government Organization, GC02(1)-1, U.S. Government Printing Office, Washington, DC, 2002.